# Skójkowate
Skójkowate (Unionidae) – rodzina małży słodkowodnych z rzędu Unionoida obejmująca gatunki znacznie zróżnicowane pod względem kształtu i wielkości, mające w rozwoju pasożytnicze glochidia. Małże z tej rodziny cechuje duża zmienność morfologiczna.

## Występowanie
Występują w Ameryce Północnej, Eurazji i Afryce. W Polsce występuje 7 gatunków z tej rodziny (skójki i szczeżuje), z czego 3 umieszczono w Polskiej Czerwonej Księdze Zwierząt. 

## Budowa
Muszle obustronnie spłaszczone zróżnicowanego kształtu: owalnego, kolistego, klinowatego lub trapezowatego, o długości 25–300 mm, zwykle ok. 40–80 mm, z wyraźnie zaznaczonymi szczytami. Muszla niektórych gatunków jest gładka, u innych pokryta koncentrycznymi liniami przyrostów, guzkami lub kolcami – od wewnątrz pokryta warstwą perłową. Ubarwienie periostrakum od żółtego po czarne. Listwa zamka uzębiona lub nie. Występują dwa mięśnie zwieracze (przedni i tylny) o zbliżonej wielkości, przedni i tylny wciągacz (retraktor) nogi oraz pojedynczy wypychacz (elewator), położony obok przedniego zwieracza. 

## Rozwój
Większość skójkowatych to zwierzęta rozdzielnopłciowe. Jaja są składane i zapładniane w skrzelach samic. Tam też przebiega rozwój embrionalny. Po osiągnięciu postaci glochidium larwy są wyrzucane do wody. Stają się okresowymi pasożytami ryb. Około milimetrowej długości małże opuszczają ciało ryby i osadzają się na dnie zbiornika. Osobniki dorosłe tworzą duże skupiska.

## Rodzaje

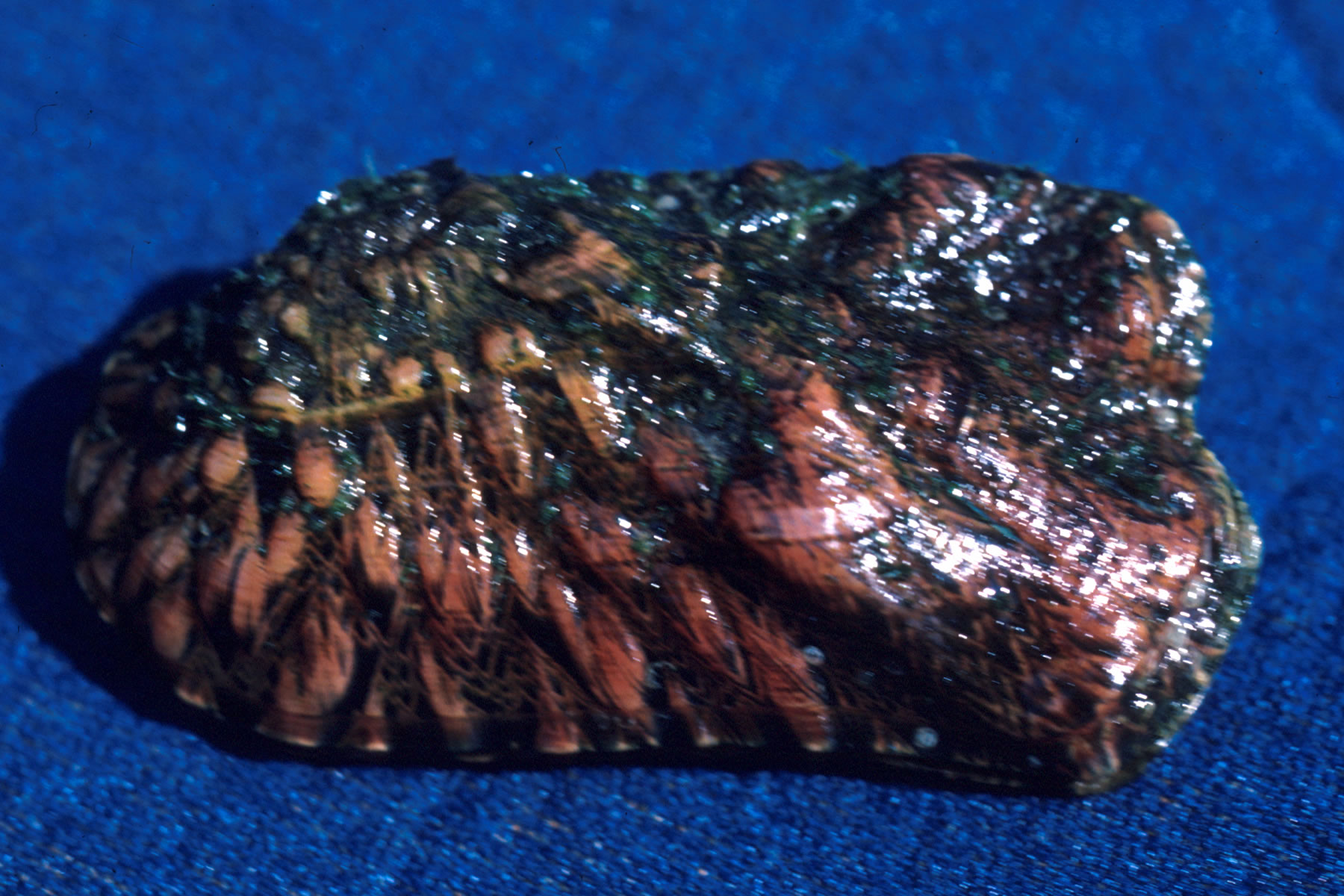
Quadrula cylindrica

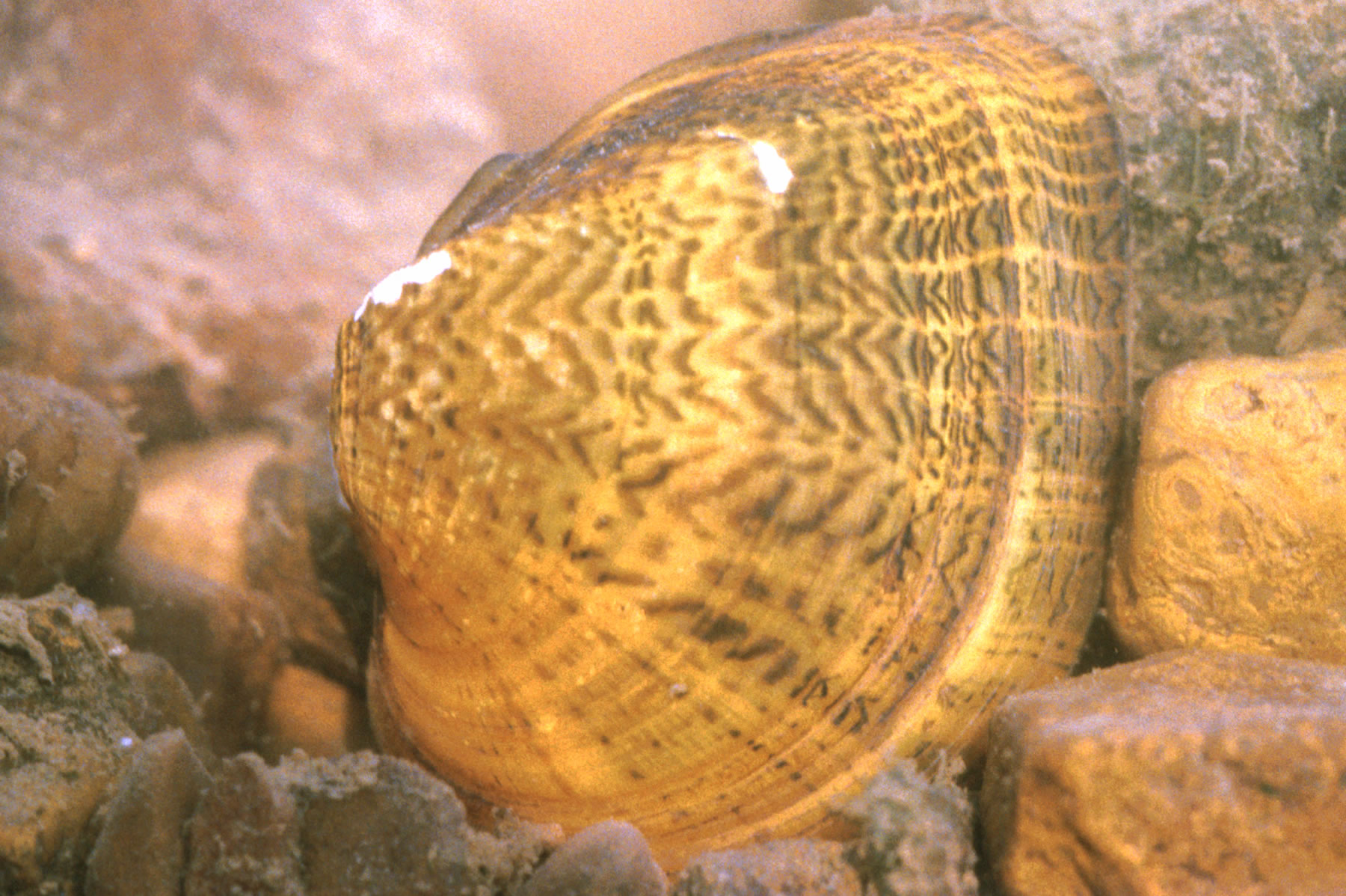
Truncilla truncata

Do skójkowatych zaliczono kilkadziesiąt rodzajów, m.in.:
- Actinonaias
- Alasmidonta
- Anodonta
- Anodontoides
- Elliptio
- Lampsilis
- Lasmigona
- Leptodea
- Ligumia
- Pseudanodonta
- Pyganodon
- Quadrula
- Sinanodonta
- Strophitus
- Truncilla
- Unio